# Élections législatives namibiennes de 2014
Les élections législatives namibiennes de 2014 ont lieu le 28 novembre 2014 afin de renouveler les 104 membres de l'Assemblée nationale de la Namibie. Une élection présidentielle a lieu simultanément.

## Mode de scrutin
L'assemblée nationale est la chambre basse du parlement bicaméral de la Namibie. Elle est composée de 104 sièges renouvelés tous les cinq ans, dont 96 au scrutin proportionnel plurinominal de liste dans plusieurs circonscriptions plurinominales. Le scrutin a lieu via des listes fermées et le résultat en voix est réparti en sièges sans seuil électoral, sur la base du quotient simple et selon la méthode du plus fort reste. Les huit sièges restants sont quant à eux nommés par le président.
L'assemblée était auparavant dotée de 78 sièges dont 72 élus et 6 nommés. Le gouvernement ayant fait adopter une loi imposant la parité dans les listes, celle ci doivent cependant procéder à partir de cette élection à une alternance de candidats de chaque sexe tout au long de la liste. L'assemblée précédente étant en fort déséquilibre en faveur des députés de sexe masculin, la réforme aurait provoquée leurs éviction automatique. Afin de faire voter la loi sur la parité et d'éviter une fronde interne, le gouvernement associe par conséquent cette réforme à une augmentation du nombre total de sièges à l'assemblée

## Résultats
|                          |                                                       |                |                |        |               |  |  |  |  |
| Parti                    | Parti                                                 | Voix           | %              | Sièges | +/-           |  |  |  |  |
|                          | Organisation du peuple du Sud-Ouest africain (SWAPO)  | 715 026        | 80,01          | 77     | 23            |  |  |  |  |
|                          | Alliance démocratique de la Turnhalle (DTA)           | 42 933         | 4,80           | 5      | 3             |  |  |  |  |
|                          | Rassemblement pour la démocratie et le progrès (RDP)  | 31 372         | 3,51           | 3      | 5             |  |  |  |  |
|                          | Parti de tous les peuples (APP)                       | 20 431         | 2,29           | 2      | 1             |  |  |  |  |
|                          | Front démocratique uni (UDF)                          | 18 945         | 2,12           | 2      | en stagnation |  |  |  |  |
|                          | Organisation démocratique de l'unité nationale (NUDO) | 17 941         | 2,01           | 2      | en stagnation |  |  |  |  |
|                          | Parti Révolutionnaire des Travailleurs (WRP)          | 13 328         | 1,49           | 2      | 2             |  |  |  |  |
|                          | Union nationale du Sud-Ouest africain (SWANU)         | 6 354          | 0,71           | 1      | en stagnation |  |  |  |  |
|                          | Mouvement populaire uni (UPM)                         | 6 353          | 0,71           | 1      | Nv            |  |  |  |  |
|                          | Parti républicain (RP)                                | 6 099          | 0,68           | 1      | en stagnation |  |  |  |  |
|                          | Congrès des démocrates (CoD)                          | 3 404          | 0,38           | 0      | 1             |  |  |  |  |
|                          | Autres                                                | 11 457         | 1,28           | 0      | en stagnation |  |  |  |  |
|                          | Membres nommés                                        | Membres nommés | Membres nommés | 8      | 2             |  |  |  |  |
|                          |                                                       |                |                |        |               |  |  |  |  |
| Total                    | Total                                                 | 893 643        | 100            | 104    | 26            |  |  |  |  |
| Abstentions              | Abstentions                                           | 347 551        | 28,00          |        |               |  |  |  |  |
| Inscrits / participation | Inscrits / participation                              | 1 241 194      | 72,00          |        |               |  |  |  |  |